# 1517

## Събития
- 3 март – Експедицията на испанските мореплаватели Франсиско Кордова и Антон Аламинос достига полуостров Юкатан.
- край на управлението на Абасидите в Кайро
- Султан Селим I завладява Египет
- под ръководството на Мартин Лутер започва протестантската реформация.

## Родени
- 16 февруари – Гаспар дьо Колини, френски държавен деец